# Adkrustacja
Adkrustacja, apozycja (powlekanie) – odkładanie związków na powierzchni wewnętrznej lub zewnętrznej ściany komórkowej pierwotnej u roślin. Substancje powlekające to głównie kutyna, woski, suberyna (związki o charakterze tłuszczowym), a także kaloza i śluzy. Adkrustacja jest ochroną przed nadmiernym przepuszczaniem wody przez ścianę. Niekiedy rozrastająca się wtórna ściana komórkowa jest tak gruba, że zajmuje prawie całą objętość komórki, na przykład we włóknach sklerenchymatycznych. Natomiast w komórkach merystematycznych i miękiszowych ściana komórkowa jest cienka i cały czas zachowuje pierwotny charakter. 
Jeżeli adkrustacja kutyną dotyczy zewnętrznych ścian komórek stanowiących zewnętrzną warstwę rośliny wówczas proces taki nazywany jest kutykularyzacją. Wewnętrzna powierzchnia ściany komórkowej adkrustowana jest suberyną w trakcie procesu suberynizacji (korkowacenia).
Powierzchnia ścian ziaren pyłku oraz zarodników mszaków, paprotników, glonów i grzybów pokryta jest mieszaniną związków chemicznych określaną jako sporopolenina.